# Alter Flugplatz (Frankfurter Grüngürtel)
Der Alte Flugplatz (früher: Maurice Rose Airfield) im Frankfurter Grüngürtel ist ein bis 1992 genutzter amerikanischer Militärflugplatz. Seine Fläche umfasst rund 4,5 Hektar und liegt auf den Gemarkungen Frankfurt-Bonames und Frankfurt-Kalbach-Riedberg. Nach seiner Auflassung wurde er von der Projektgruppe „Grüngürtel“ und dem Büro GTL Landschaftsarchitekten 2003/04 zu einem Natur- und Freizeitgelände umgestaltet, wofür diese 2005 den Deutschen Landschaftsarchitektur-Preis erhielten.

## Zeit als Militärflugplatz
US-amerikanische Streitkräfte richteten 1951/52 auf dem bereits vorher als Feldflughafen genutzten Gelände einen Hubschrauberlandeplatz ein, der nach Maurice Rose, einem Offizier der U.S. Army, benannt wurde. Das 11th Aviation Battalion war für Wartung und Betrieb des Flugplatzes zuständig. Der Flugplatz wurde am 18. August 1992 geschlossen.

## Umbau zum Natur- und Freizeitgelände
Nachdem die Stadt das Gelände gekauft hatte, begannen im Winter 2002 die Arbeiten zur Umgestaltung des Flugplatzes.

### Beobachtungsfelder
Zur Errichtung von Beobachtungsfeldern wurden etwa 3 ha Asphalt- und Betonfläche aufgebrochen, wobei leicht belastete Flächen entsorgt wurden. Der Rest wurde bearbeitet und zum Teil in Drahtgitterkörbe (Gabionen) gefüllt, um die befahrbare Fläche der ehemaligen Start- und Landebahn zu reduzieren, zum anderen Teil geschreddert und nach Größe geordnet in Gelände 7 abgelegt. Damit soll ermittelt werden, bei welcher Plattengröße ein Geröllfeld am schnellsten bewachsen wird.

### Landebahn und Baumhain

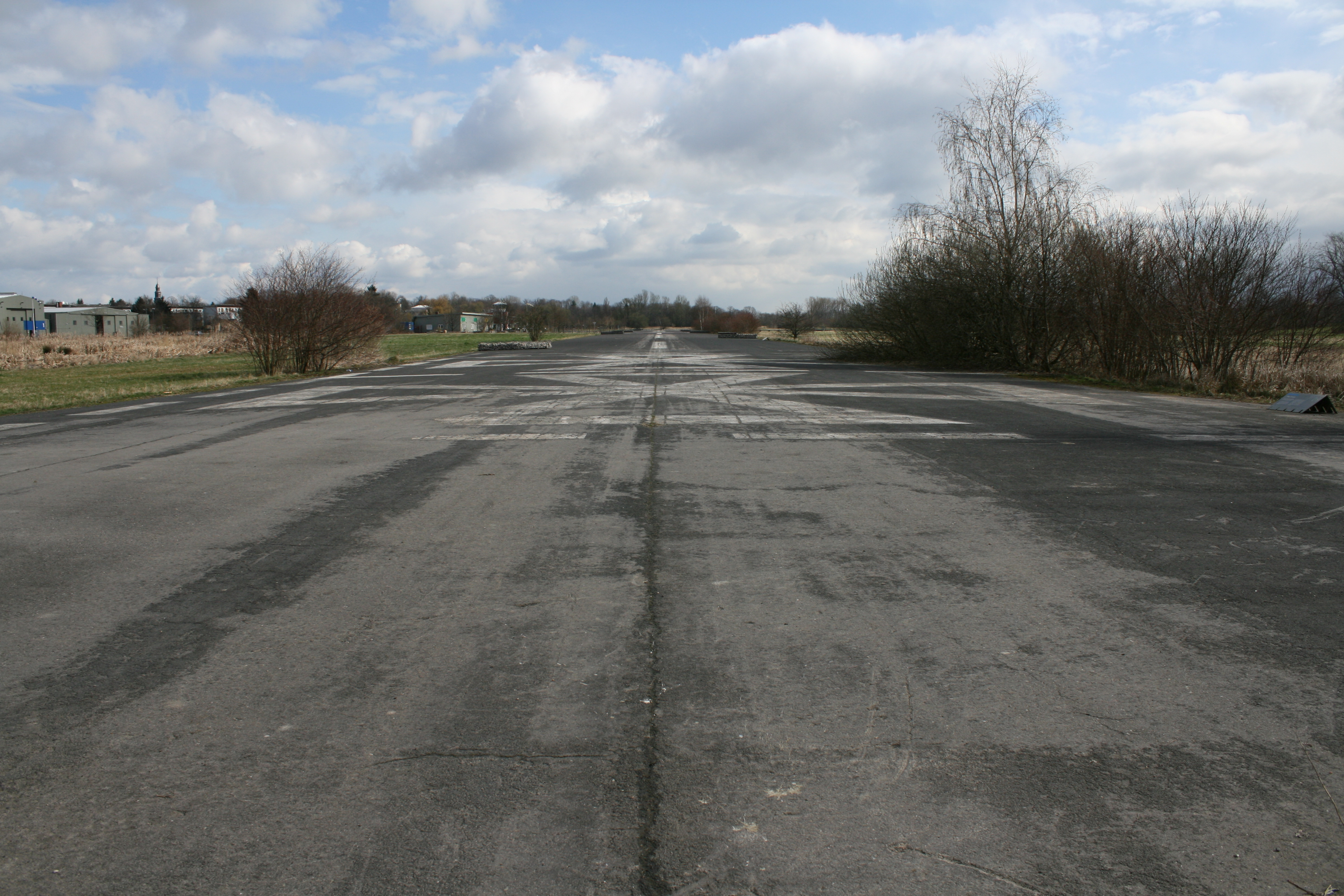
In voller Breite erhaltener Teil der Landebahn

Die 750 m lange Landebahn blieb in voller Länge bestehen, wurde aber im Westen zwischen Gelände 7 und Gelände 9 von 21 m auf etwa 3 m verschmälert. Neben der Landebahn befindet sich ein langer Baumhain und eine große Wiese, die regelmäßig gemäht wird und zum Liegen benutzt werden darf.

### Hubschrauberabstellplätze

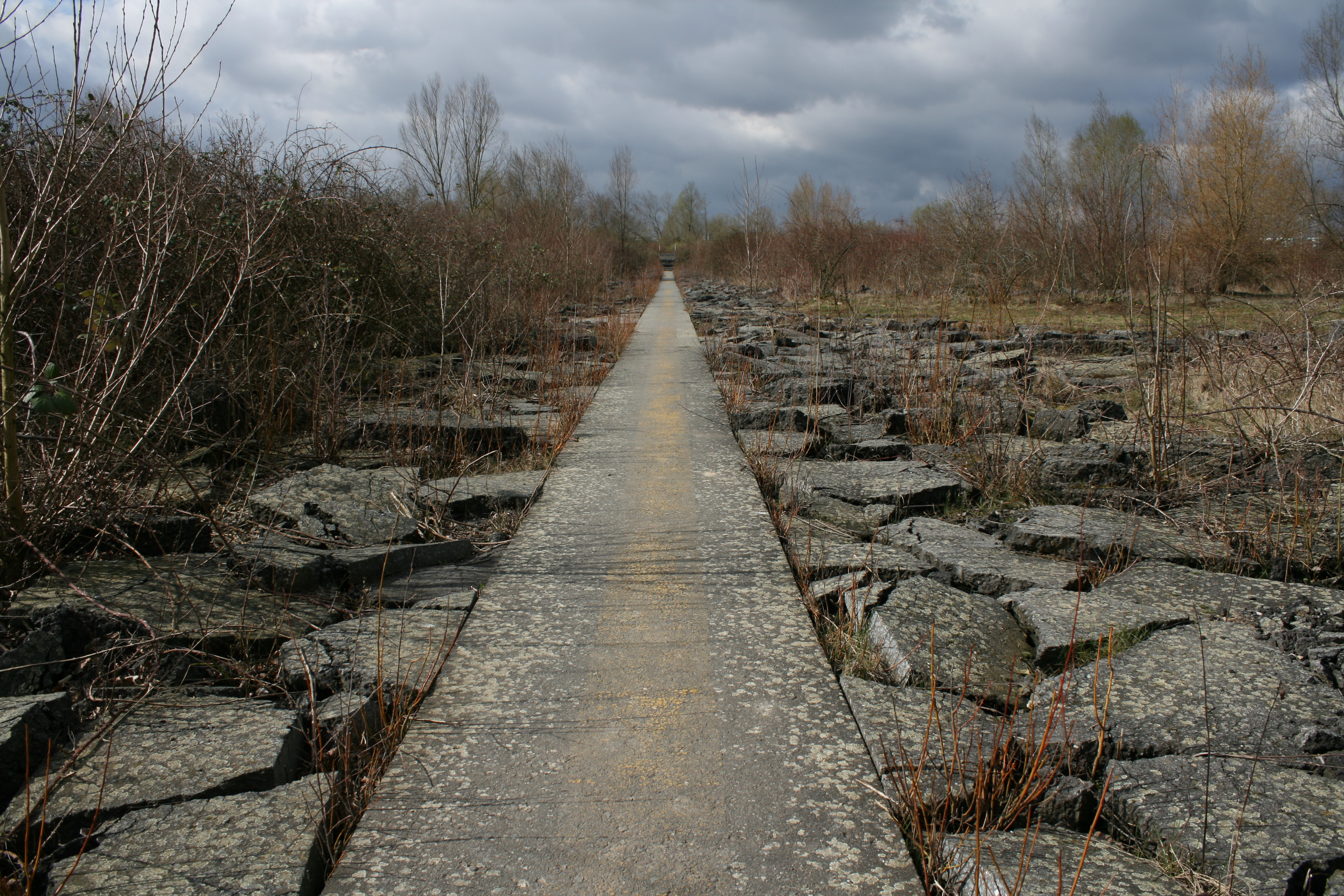
Ehemalige Hubschrauberabstellplätze

Die Hubschrauber wurden früher auf elf je 100 m² großen Plätzen, die über eine Rollbahn erreichbar waren, in Gelände 2 abgestellt. Die Betonplatten wurden entnommen und am Ende der Rollbahn als Aussichtspunkt gestapelt, auf die ehemaligen Abstellplätze gelegt oder dort senkrecht aufgestellt.

### Brücke und Auesteg
Während der Zeit der militärischen Nutzung war das Gelände umzäunt und für die Öffentlichkeit nicht zugänglich. Der Zaun wurde abgerissen und über die Nidda eine Brücke für Fußgänger und Fahrradfahrer zwischen Gelände 11 und 12 gebaut, die auch eine wichtige regionale Verbindung zwischen Frankfurt und Bad Homburg darstellt. Seit 2007 trägt die Brücke den Namen des 2006 verstorbenen Schriftstellers, Lyrikers und Zeichners Robert Gernhardt, der lange Jahre in Frankfurt gelebt hatte. Auf dem Geländer der Brücke ist eine Bronzeplastik des von Gernhardt erfundenen Frankfurter Grüngürteltiers installiert – Sympathiefigur des Frankfurter Grüngürtels und Teil der Skulpturenreihe Komische Kunst im Frankfurter Grüngürtel.

### Teich und Wiesen
Zwischen Landebahn und Rollbahn in Gelände 3 befindet sich eine ruderale Wasserfläche, die durch Rückstau aus dem Teich vernässt wird. Da der Teich keinen Abfluss hat, fließt überschüssiges Wasser über eine Senke in die Nidda. Dort lassen sich zahlreiche Vögel und Amphibien sowie Bisamratten beobachten. Die Wiese zwischen Landebahn und Nidda ist nach wie vor eine Kulturwiese, die regelmäßig gemäht wird.

### Ehemalige Flugplatzgebäude und Ausbauplanungen

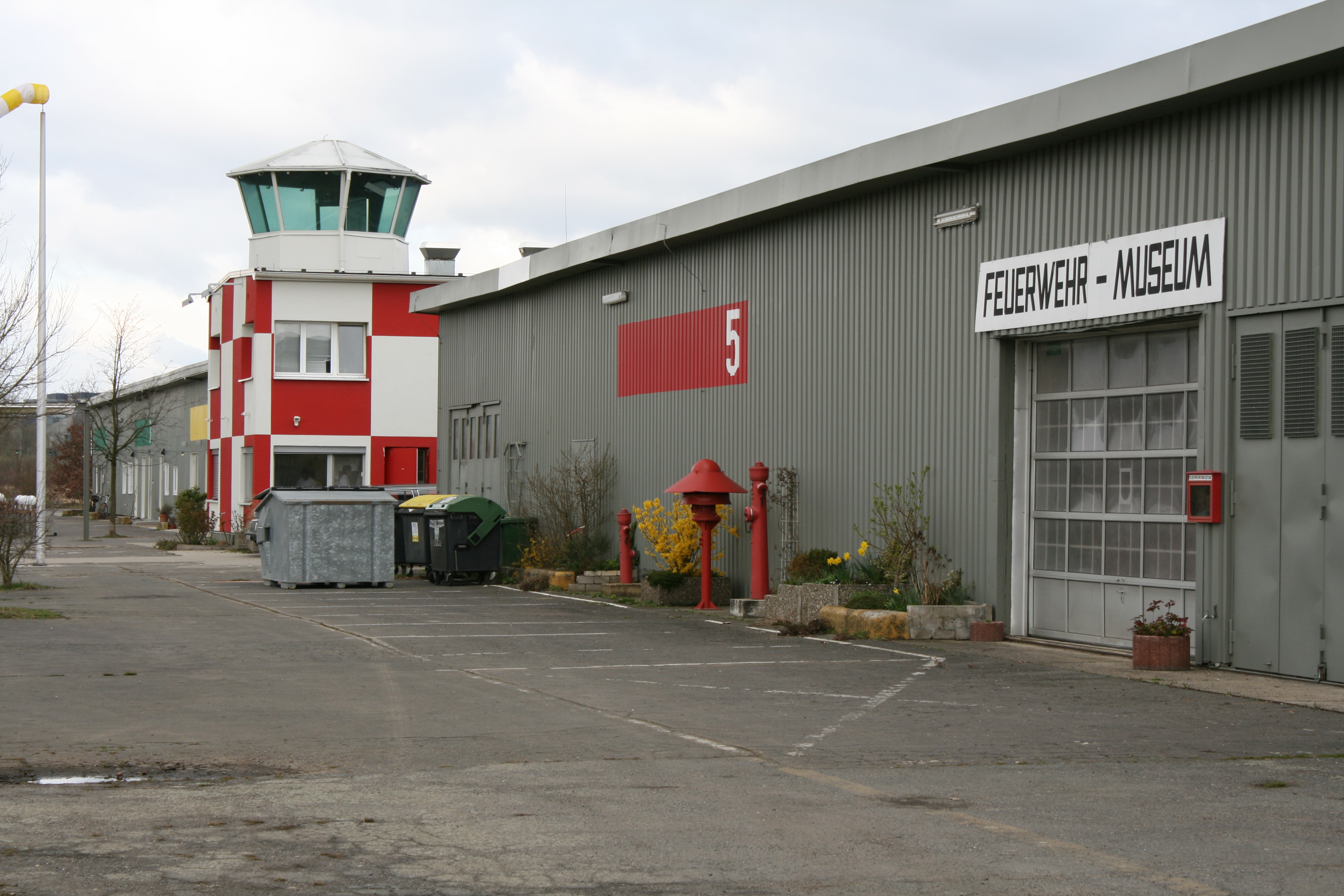
Towercafé und Feuerwehrmuseum

Der ehemalige Tower wird heute als Küche des Restaurants Tower Café benutzt und der kleine Hangar als Veranstaltungsort für Konzerte und Flugdemonstrationen. Außerdem befindet sich auf dem Gelände seit 1992 das Feuerwehrmuseum Frankfurt, in dem Helme, Mützen, Uniformen, Atemschutzgeräte, Urkunden und historische Löschfahrzeuge ausgestellt sind. Im äußersten Osten des Alten Flugplatzes, wo derzeit das Altholzlager ist, wird in Kürze ein Weidenlabyrinth für Kinder und Erwachsene errichtet. Außerdem sollen das Towercafé und der Parkplatz vergrößert werden.

### Freizeitnutzung
Inzwischen ist der Alte Flugplatz zu einer Lernstation für Kinder und Jugendliche geworden. Veranstaltungen für Familien und Unterrichtseinheiten für Schulen und Kitas werden hier angeboten. Von März bis Oktober sind sogar „Landschaftslotsen“ vor Ort und informieren über Frösche, Vögel und Pflanzen. Am Niddaufer werden Kinder und Jugendliche in die Nutzung von Booten und die Beachtung der Naturschutzgebote eingewiesen. Das Towercafé hat sich zu einem Ausflugslokal mit Speisenangebot entwickelt.